# Aborigines’ Protection Society
La Aborigines' Protection Society ou en français la Société de protection des aborigènes est une organisation internationale des droits de l'homme fondée en 1837, qui assure la santé, le bien-être, ainsi que les droits souverains, légaux et religieux des peuples autochtones tout en promouvant la civilisation des peuples autochtones soumis aux puissances coloniales, en particulier l'Empire britannique. En 1909, elle fusionne avec la British and Foreign Anti-Slavery Society (BFASS) pour former la Anti-Slavery and Aborigines' Protection Society (aujourd'hui Anti-Slavery International),,.
La Société publie un journal intitulé variativement Ami des Aborigènes, ou Intelligencer colonial, et Intelligencer colonial et Ami des Aborigènes, souvent abrégé en Ami des Aborigènes, depuis 1855 jusqu'à sa fusion avec la BFASS en 1909, lorsque les journaux des deux sociétés sont fusionnés,.

## Fondation
Les antécédents quaker et abolitionnistes ont significatifs dans la mise en place de la Société.
En 1835, le député parlementaire Thomas Fowell Buxton met en place un comité parlementaire chargé d'examiner l'effet de l'établissement des blancs sur les peuples autochtones, ainsi que diverses autres questions coloniales. Bien qu'il ne soit pas lui-même quaker, Buxton est le beau-frère de la réformatrice et philanthrope quaker Elizabeth Fry. En 1837, le médecin britannique Thomas Hodgkin incite à la création du Comité des Aborigènes lors d'une réunion annuelle de la Société des Souffrances des Quakers. En 1838, certaines conclusions du comité de Buxton sont publiées sous le titre Information Respecting the Aborigines in the British Colonies. Le frère de Hodgkin, John Hodgkin (en),le rédige, puis Thomas le retravaille pour renforcer l'effet et réduire ses références à l'activité missionnaire,,.
À peu près à la même époque, la Aborigines' Protection Society (APS) est établie « pour garantir la santé, le bien-être et les droits souverains, légaux et religieux des peuples autochtones tout en promouvant la civilisation des peuples autochtones soumis aux pouvoirs coloniaux » . D'autres membres apportent une expérience du monde entier : Saxe Bannister (en) (Australie), Richard King (en) (Amérique du Nord), John Philip (en) (Afrique du Sud). Les fondateurs sont, selon King, Buxton, Hodgkin, William Allen, Henry Christy, Thomas Clarkson et Joseph Sturge (en). Buxton, après l'abolition britannique de l'esclavage en 1833, s'intéresse particulièrement à la colonie du Cap.
Le rapport de l'APS en 1838 plaide en faveur de l'idée que la colonisation n'a pas nécessairement des effets préjudiciables sur les peuples autochtones, comme on le croyait généralement, allant même jusqu'à leur extinction : si les effets sont négatifs, cela constitue une critique du plan et de la réglementation de la colonie.

## Activités
L'ASP reste active environ 70 ans. Elle opère en Australie, en Nouvelle-Zélande, aux Fidji, au Canada, en Afrique du Sud et au Congo. Sa devise est Ab Uno Sanguine, signifiant « D'un seul sang » (extrait de Actes 17:26). Son objectif est l'égalité des droits, comme l'égalité devant la loi, pour les peuples autochtones, bien qu'elle n'étende pas sa protection et sa préservation aux cultures de ces peuples. Elle vise à obtenir une législation qui ne soit pas basée sur la race, prônant « l'amalgame racial ». Il n'y a donc aucun engagement à préserver les peuples autochtones tels qu'ils sont rencontrés.
En 1840, la Société rend compte du traitement des peuples autochtones du  Haut-Canada.
Les points de vue divergents de Buxton et de Hodgkin sur la manière de procéder causent des divisions fondamentales dans les premières années. Hodgkin s'intéresse à un forum pour les discussions scientifiques (sur l'ethnologie primitive, une discipline qui n'existe guère encore séparément de l'étude du langage), et aux activités de protection basées sur le lobbying. Buxton se retrouve rapidement pris dans l'activisme qui conduit rapidement à l'expédition du Niger de 1841, dont l'échec est un énorme coup personnel et relègue également les considérations missionnaires au second plan pendant un certain temps. Hodgkin est mécontent de la critique publiée par Buxton à l'égard d'Elliott Cresson, et du désintérêt général britannique pour le Libéria en tant que projet abolitionniste. King publie un prospectus pour la nouvelle Ethnological Society of London en 1842, suivant l'avis de Hodgkin selon lequel les objectifs humanitaires et scientifiques devraient désormais être poursuivis séparément.
En 1842, le but de l'APS est réaffirmé : « enregistrer l'histoire et promouvoir l'avancement des tribus non civilisées ».
À la mort de Buxton en 1845, Samuel Gurney prend sa succession à la présidence. Les finances s'améliorent, et à partir de 1847, Hodgkin a un assistant en tant que secrétaire, Louis Alexis Chamerovzow, rémunéré pendant un certain temps. Chamerovzow publie sur les droits des Māoris en 1848, et travaille sur Charles Dickens en tant que formateur d'opinion, avec un certain succès (comme le rapporte Dickens à George Payne Rainsford James). Il est un analyste perspicace des difficultés à concilier les intérêts des peuples autochtones et des colons.
D'autres campagnes incluent le cas d'un homme noir dans la colonie du Cap accusé de voler un homme blanc et puni par la torture (1850), l'utilisation du travail forcé des enfants noirs sous contrat dans la République du Transvaal (1880), et, plus tard, la protestation continue contre l'exploitation des Sud-Africains indigènes avant la Seconde Guerre des Boers ((1899-1902), qui, disent-ils, est souvent perpétrée sous un « masque de philanthropie et de christianisme ».
En 1870, l'APS achète l'Île Lennox (Île-du-Prince-Édouard) au nom d'une communauté du peuple Micmac.

## Publications
La Société publie des tracts, des brochures, des rapports annuels et un journal intitulé variativement The Aborigines' Friend, ou, Colonial Intelligencer, Aborigines' Friend, ou Colonial Intelligencer, Colonial Intelligencer and Aborigines' Friend, The Aborigines' Friend and the Colonial Intelligencer, également abrégés en Aborigines' Friend, de 1855 ,, jusqu'en 1909.
Les préoccupations de Hodgkin concernant les peuples autochtones dans le territoire de la Compagnie de la Baie d'Hudson dans l'ouest du Canada ont été poursuivies à la fois par correspondance avec Sir George Simpson et dans les pages de l'Intelligencer. En 1889, Henry Fox Bourne (en) en devient le rédacteur en chef et prend la présidence de l'APS. Il est critique à l'égard de l'expédition de secours d'Emin Pacha et utilise l'Intelligencer pour l'accuser pour la première fois d'« atrocités ».

## Fusionnement
La Société continue jusqu'en 1909, date à laquelle elle fusionne avec la British and Foreign Anti-Slavery Society pour former la Anti-Slavery and Aborigines' Protection Society (aujourd'hui Anti-Slavery International) ,,.

## Voir également
- Société de protection des droits des aborigènes

## Lectures complémentaires
- « Letters to the Aborigines' Protection Society », Letters to the Aborigines Protection Society,‎ ? (lire en ligne)
- « British and Foreign Anti-Slavery and Aborigines' Protection Society (as filmed by the AJCP) », Trove Includes many scanned manuscripts, freely available online.
- Canada West and the Hudson's-Bay Company at Faded Page (Canada)
- Aborigines Protection Society: Report on the Indians of Upper Canada (London: W. Ball, Arnold, 1839)
- Thompson Chesson Scrapbooks From the Rare Book and Special Collections Division at the Library of Congress
- Documents and clippings about the Aborigines' Protection Society in the 20th Century Press Archives of the ZBW